# Kamenná Horka
Kamenná Horka é uma comuna checa localizada na região de Pardubice, distrito de Svitavy.